# Jolanta Dworzaczkowa
Jolanta Dworzaczkowa (ur. 28 listopada 1923, zm. 13 stycznia 2017) – polska historyk, nauczyciel akademicki, profesor Uniwersytetu im. Adama Mickiewicza w Poznaniu, znawczyni dziejów reformacji i kontrreformacji, specjalistka w zakresie historii braci czeskich.

## Życiorys
Urodziła się jako Jolanta Essmanowska. Studia historyczne rozpoczęła na Tajnym Uniwersytecie Ziem Zachodnich w 1942. Ukończyła je na Uniwersytecie Poznańskim (1947). Po studiach pracowała najpierw w Bibliotece Kórnickiej, w latach 1950-1981 w Instytucie Historii UAM. 
Jej mężem był historyk Włodzimierz Dworzaczek. Została pochowana na cmentarzu Miłostowo w Poznaniu(pole 44, kwatera 2, rząd 12, grób 19).

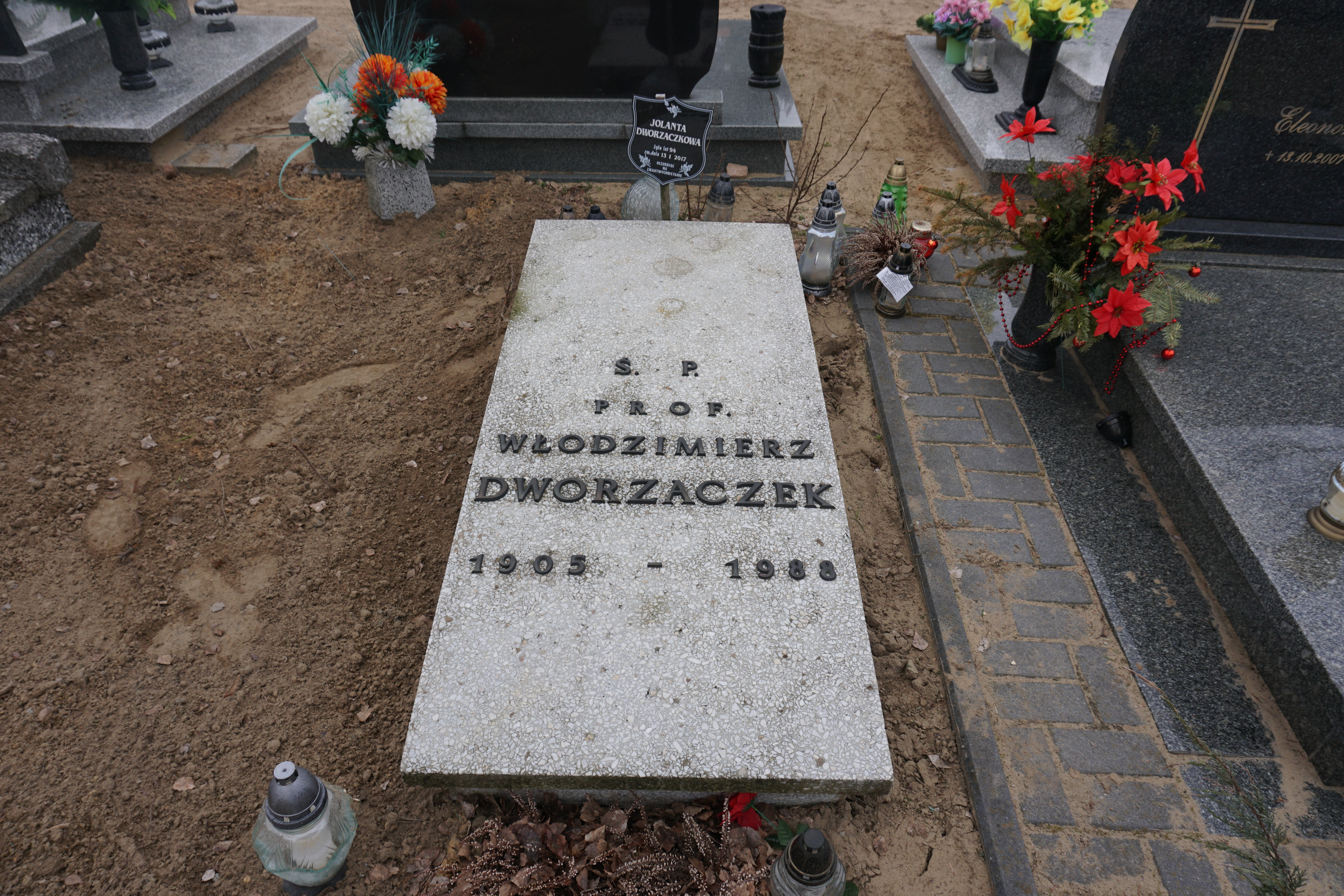
grób prof. Włodzimierza Dworzaczka i Jolanty Dworzaczkowej na cmentarzu Miłostowo w Poznaniu

## Wybrane publikacje
- Dziejopisarstwo gdańskie do połowy XVI wieku, Gdańsk: Gdańskie Towarzystwo Naukowe 1962.
- (współautorzy: Jadwiga Kiwerska, Jan Waleński), Kobylin: zarys dziejów, ze wstępem i pod red. Stanisława Sierpowskiego, Kobylin: na zlec. Urzędu Miasta i Gminy 1990.
- Reformacja i kontrreformacja w Wielkopolsce, Poznań: Wydawnictwo Poznańskie 1995.
- Bracia czescy w Wielkopolsce w XVI i XVII wieku, Warszawa: „Semper” 1997.
- Szkoła w Lesznie do 1656 roku: nauczyciele i programy, Leszno: Leszczyńskie Towarzystwo Kulturalne 2003.
- Z dziejów braci czeskich w Polsce, Poznań: Instytut Historii UAM — Uniwersytetu im. Adama Mickiewicza 2003.
- Moje wspomnienia ze studiów historycznych w latach 1942-1947 i z początków pracy na Uniwersytecie Poznańskim, Poznań: Instytut Historii UAM 2013.